# توپ‌رهایی

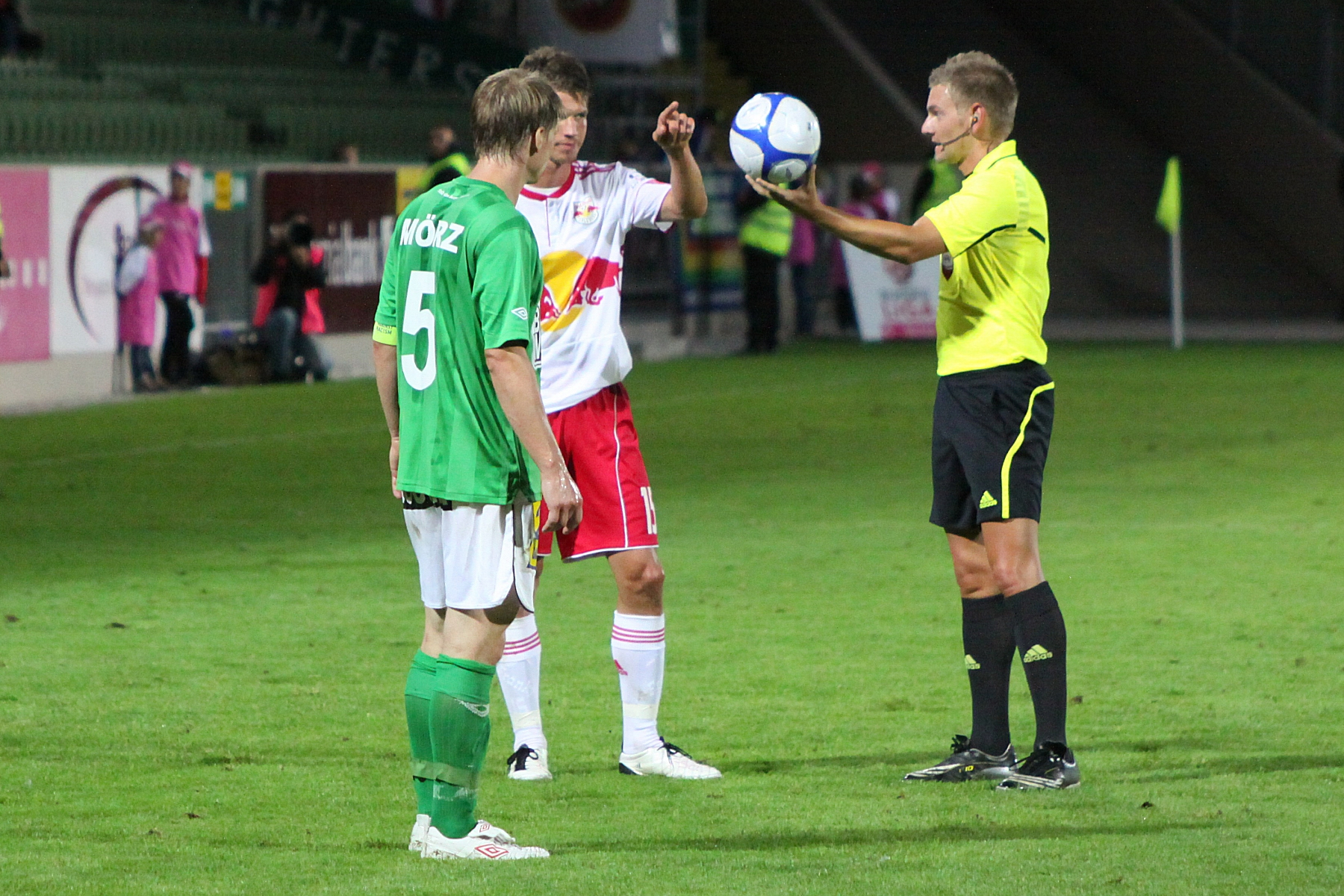
توپ‌رهایی در فوتبال.

توپ‌رهایی (انگلیسی: Dropped-ball) روشی است برای ادامه دادن بازی پس از ایجاد وقفه که در آن داور توپ را میان دو نفر از بازیکنان دو تیم رها می‌کند و تنها پس از برخورد توپ با زمین می‌توان به آن ضربه زد یا آن را تصاحب کرد.